# Зал, Роксана
Роксана Зал (англ. Roxana Zal; род. 8 ноября 1969, Малибу, штат Калифорния) — американская актриса.
Роксана Зал стала самой молодой обладательницей премии «Эмми». В 1984 году, в возрасте четырнадцати лет она выиграла награду за роль в телефильме «Кое-что про Амелию», а также была номинирована на «Золотой глобус». Она дебютировала в сериале «Супруги Харт», а в последний раз появлялась на экране в сериале «Морская полиция: Спецотдел». В начале 2000-х Роксана Зал начала карьеру модельера.